# Perunorhombila
Perunorhombila is een geslacht van kreeftachtigen uit de klasse van de Malacostraca (hogere kreeftachtigen).

## Soort
- Perunorhombila nitida (Chace, 1940)